# Jüdischer Friedhof Wöllstein
Der Jüdische Friedhof Wöllstein ist ein Friedhof in der Ortsgemeinde Wöllstein im Landkreis Alzey-Worms in Rheinland-Pfalz. 
Der jüdische Friedhof liegt am westlichen Ortsrand an der Straße „Am Ölberg“ hinter der dortigen Schule.
Auf dem 1172 m² großen umfriedeten Friedhof, der um 1820 angelegt und bis zum Jahr 1938 belegt wurde, befinden sich über 30 Grabsteine aus dem 19. und frühen 20. Jahrhundert.